# 1114
1114 (MCXIV) fue un año común comenzado en jueves del calendario juliano.

## Acontecimientos
- 11 de agosto: en las islas Baleares, Ramón Berenguer III, conde de Barcelona, conquista Ibiza.
- En España, Alfonso I de Aragón repudia a su mujer, Urraca I de Castilla
- En España, tiene lugar la batalla de Martorell.
- 29 de noviembre: en Turquía, se registra un terremoto de 7,4 que deja un saldo de 40.000 muertos.

### Asia
- Monjes Guerreros luchan contra los Piratas Kumano.

## Nacimientos
- Gerardo de Cremona, traductor y escritor italiano.
- Otto de Freising, obispo y cronista alemán.